# キング・チャールズ・スパニエル
キング・チャールズ・スパニエル（英: King Charles Spaniel）は、イギリスのイングランド原産の愛玩用のスパニエル犬種である。犬種名はそのまま「国王チャールズのスパニエル犬」を意味している。別名はイングリッシュ・トイ・スパニエル（英: English Toy Spaniel）

## 歴史
起源についてはスペインから輸入されたという説もあるが、小型のスパニエル自体は以前からイギリスに存在している。
イギリスのチャールズ2世は、小さなブラック・アンド・タンの毛色をした小さなスパニエルを飼育しており、そのスパニエルの評価は高かった。王は熱心なブリーダーで、ハンプトン・コート宮殿では本種が走り回っていたとされる。サミュエル・ペピスの日記によれば、王の行く先々に供し、公務にも付き添ったとされる。あまりにも熱愛していたことから側近から政務を怠けている嘆かれていた。
チャールズ2世に気に入られていたことから、同じタイプの犬を国王に因んでキング・チャールズ・スパニエルと名付けられた。そして次第に大陸から輸入されるようになり、一般的にも知られるようになった。
かつては鼻が尖っていたが、ヴィクトリア朝時代に入ると流行と気まぐれによって、小型化かつ顔が平坦なものとなった。この傾向は1920年代まで続いた。その隆盛は長くは続かなかった。1920年代になると改造が進み過ぎて健康を害するようになった他、ブームも去り、いびきがうるさく一緒に寝ると熟睡できないなどの理由により、愛好家からはマズルが長くハンサムで、サイズも大きめの姿に戻し、健康を取り戻すことが願われるようになった。その結果、ピーラムの姿が忠実に復元され、現在も人気がありよく知られたキャバリア・キング・チャールズ・スパニエルが誕生した。
キャバリア種とは別に平坦な顔の本種の人気が絶えることはなく、どちらも品種もザ・ケネルクラブの公認を受けている。

## 特徴
マズルはつぶれていて、目は小さめで離れた位置に付いている。その顔つきはよく「東洋人の顔つき」と表現される。頭部は大きめでややずんぐりした体つきで、脚は細い。耳は垂れ耳、尾は垂れ尾でそれらには飾り毛がついている。コートはウエーブがかったロングコートで、毛色はブラック・アンド・タン、ブレンハイム、トライカラー、ルビーなど、キャバリアと同じものである。体高26〜31cm、体重3.6〜6.3kgの小型犬で、性格は飼い主家族によく甘え、陽気であるが見知らぬ人には無愛想である。子供にも寛容で、しつけの飲み込みも良い。運動量は少ないため散歩の時間も短めで済み、高齢者でも安心して飼育することが出来る。長毛種だが、寒さには弱いので冬季の健康管理には十分注意する必要がある。かかりやすい病気は熱中症や軟口蓋過長症、口蓋裂、心臓病、水頭症、気管虚脱など。先にも述べたようにいびきが大きいため、その点は飼育する前から家族の了解を得ておく必要がある。
尚、キング・チャールズは個体によってマズルの長さに大きな差があり、パグなどのように完全につぶれているものや、つぶれておらずチワワのように短いもの、更にはキャバリアとほとんど同じ長さのマズルを持った犬も存在する。このため、マズルの長い個体は時としてキャバリアとして流通し、誤ってキャバリアの繁殖に使われてしまうといった事故も過去に起こっている。現在そのようなことはほとんど無いが、稀にこの影響でマズルが標準値よりも短いキャバリアが生まれることもある。

## 飼育状況
イギリスではかつて人気犬種であったが、2016年にドッグショーを主催するケネルクラブに登録された新生子は84匹で、英国原産種でありながら絶滅も危惧される状況となっている。
熱心な愛好家の間では愛玩犬種としてブリーディングが継続され続け、短吻種を好む愛犬家に親しまれ続けている。日本でも好き嫌いが分かれる犬種のためあまりメジャーではないが、数年に一度国内登録が行われている。国内でもブリーディングが行なわれていて、ブリーダーからの入手が可能である。